# Ik ook van jou (Guus Meeuwis)
Ik ook van jou is een single uit 2009 van de Nederlandse zanger Guus Meeuwis. Het is de derde single van het album NW8.

## Tracklist
1. Ik ook van jou 3:16
2. Ik ook van jou (Live @ Phillips Stadion Eindhoven) 3:34

## Hitnoteringen
| "Ik ook van jou" in de Nederlandse Top 40 -- binnen: 26-09-2009 | "Ik ook van jou" in de Nederlandse Top 40 -- binnen: 26-09-2009 | "Ik ook van jou" in de Nederlandse Top 40 -- binnen: 26-09-2009 | "Ik ook van jou" in de Nederlandse Top 40 -- binnen: 26-09-2009 | "Ik ook van jou" in de Nederlandse Top 40 -- binnen: 26-09-2009 |
| Week                                                            | 1                                                               | 2                                                               | 3                                                               | 4                                                               |
| --------------------------------------------------------------- | --------------------------------------------------------------- | --------------------------------------------------------------- | --------------------------------------------------------------- | --------------------------------------------------------------- |
| Nummer                                                          | 37                                                              | 34                                                              | 32                                                              | 35                                                              |

| "Ik ook van jou" in de Nederlandse Single Top 100 -- binnen: 19-09-2009 | "Ik ook van jou" in de Nederlandse Single Top 100 -- binnen: 19-09-2009 | "Ik ook van jou" in de Nederlandse Single Top 100 -- binnen: 19-09-2009 | "Ik ook van jou" in de Nederlandse Single Top 100 -- binnen: 19-09-2009 | "Ik ook van jou" in de Nederlandse Single Top 100 -- binnen: 19-09-2009 | "Ik ook van jou" in de Nederlandse Single Top 100 -- binnen: 19-09-2009 | "Ik ook van jou" in de Nederlandse Single Top 100 -- binnen: 19-09-2009 | "Ik ook van jou" in de Nederlandse Single Top 100 -- binnen: 19-09-2009 | "Ik ook van jou" in de Nederlandse Single Top 100 -- binnen: 19-09-2009 | "Ik ook van jou" in de Nederlandse Single Top 100 -- binnen: 19-09-2009 | "Ik ook van jou" in de Nederlandse Single Top 100 -- binnen: 19-09-2009 |
| Week                                                                    | 1                                                                       | 2                                                                       | 3                                                                       | 4                                                                       | 5                                                                       | 6                                                                       | 7                                                                       | 8                                                                       | 9                                                                       | 10                                                                      |
| ----------------------------------------------------------------------- | ----------------------------------------------------------------------- | ----------------------------------------------------------------------- | ----------------------------------------------------------------------- | ----------------------------------------------------------------------- | ----------------------------------------------------------------------- | ----------------------------------------------------------------------- | ----------------------------------------------------------------------- | ----------------------------------------------------------------------- | ----------------------------------------------------------------------- | ----------------------------------------------------------------------- |
| Nummer                                                                  | 82                                                                      | 39                                                                      | 39                                                                      | 50                                                                      | 59                                                                      | 69                                                                      | 84                                                                      | 75                                                                      | 83                                                                      | 94                                                                      |